# 博霍羅恰內

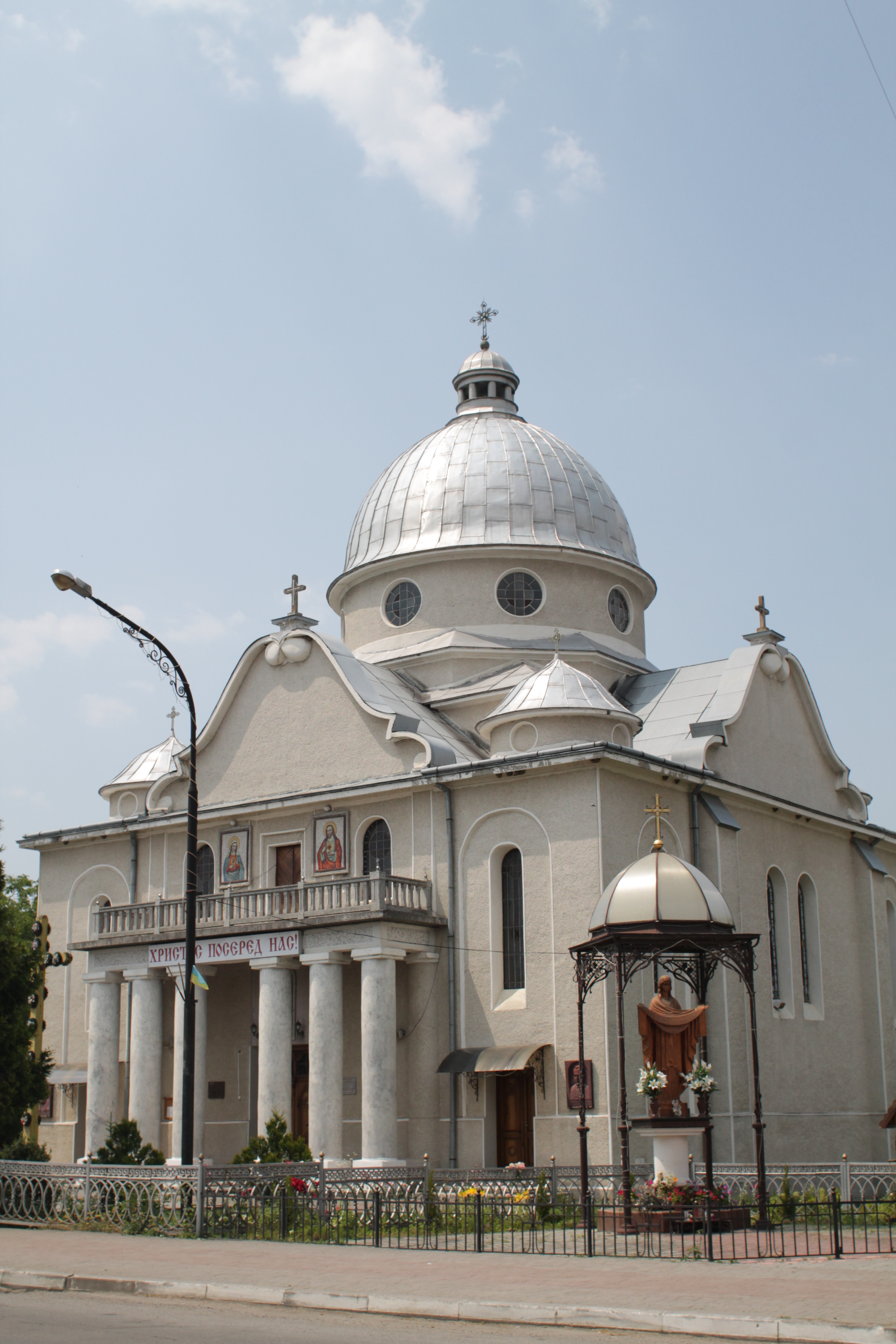
当地教堂

博霍罗恰内（羅馬化：Bohorodchany）是烏克蘭西部伊萬諾-弗蘭科夫斯克州伊万诺-弗兰科夫斯克区博霍罗恰内市镇的鎮及其行政中心。始建於1442年，面積12平方公里，2011年人口7,916，人口密度每平方公里660人。